# 赫希斯特贝格
赫希斯特贝格（意为最高山）是德国莱茵兰-普法尔茨州的一个市镇。总面积4.85平方公里，总人口342人，其中男性170人，女性172人（2011年12月31日），人口密度71人/平方公里。